# Osita Iheme
Osita Iheme (Nigéria, 20 de fevereiro de 1982) é um ator nigeriano. Ele é bastante conhecido por interpretar o papel de 'Pawpaw' no filme Aki na Ukwa ao lado de Chinedu Ikedieze . Iheme (popularmente conhecido como Paw-Paw) tem sido descrito como um dos melhores atores de sua geração. Ele é o fundador do Inspired Movement Africa que ele fundou para inspirar, motivar e estimular as mentes dos jovens nigerianos e africanos. Em menos de uma década, ele se tornou um dos atores mais requisitados de Nollywood. Em 2007, Iheme ganhou o Lifetime Achievement Award no African Movie Academy Awards . Ele é considerado um dos atores mais famosos da Nigéria. Em 2011, ele foi homenageado como membro da Ordem da República Federal (MFR) pelo presidente Goodluck Jonathan .

## Antecedentes
Iheme nasceu no dia 20 de fevereiro de 1982 em uma família de cinco filhos. Ele vem de Mbaitoli, estado de Imo, na Nigéria. Nascido e criado no estado de Abia, Iheme é bacharel em Ciências da Computação pela Universidade do Estado de Lagos.

## Carreira
No início de sua carreira, Iheme foi muitas vezes denominado no papel de criança. Em 2003 ele ganhou fama quando contracenou junto com Chinedu Ikedieze no filme cômico Aki na Ukwa no qual ele fez o papel de 'Pawpaw'. Nesse papel, Iheme interpretou uma criança travessa. Ele desempenhou o papel de uma criança em muitos de seus filmes, mas depois adotou papéis mais maduros. Desde então, ele mostrou sua versatilidade como ator, assumindo papéis mais maduros e dramáticos. Este movimento ousado lhe rendeu uma série de prêmios, mais notavelmente o Lifetime Achievement Award no 2007 Africa Movie Awards. Melhor Ator África Magic Viewer's Choice Awards 2014. Ele é o Embaixador da Nova Geração do Distrito 9110 do Rotary International e autor de um livro inspirador intitulado INSPIRED 101 . Com apenas uma década na indústria cinematográfica de Nollywood, Iheme impressionou com seu timing cômico, talento e versatilidade em interpretar diferentes papéis, estrelando mais de cem filmes. O multi-talentoso Iheme é hoje um dos rostos mais populares de Nollywood. Como seu parceiro na tela Chinedu Ikedieze, Iheme tem um físico pequeno e os dois são às vezes referidos como o dueto anão. A condição rara de Iheme deu-lhe a vantagem de ser diferente de todos os outros atores da indústria cinematográfica nigeriana . Ele evoluiu em sua carreira de apenas um ator de comédia para um ator estabelecido multifacetado. Isso lhe rendeu respeito em toda a indústria cinematográfica da Nigéria e com seus fãs. Para recompensar sua contribuição para o crescimento da indústria cinematográfica nigeriana, em 2011 ele foi premiado com a honra nacional nigeriana de membro da Ordem da República Federal (MFR) pelo presidente Goodluck Jonathan.

## Filmografia

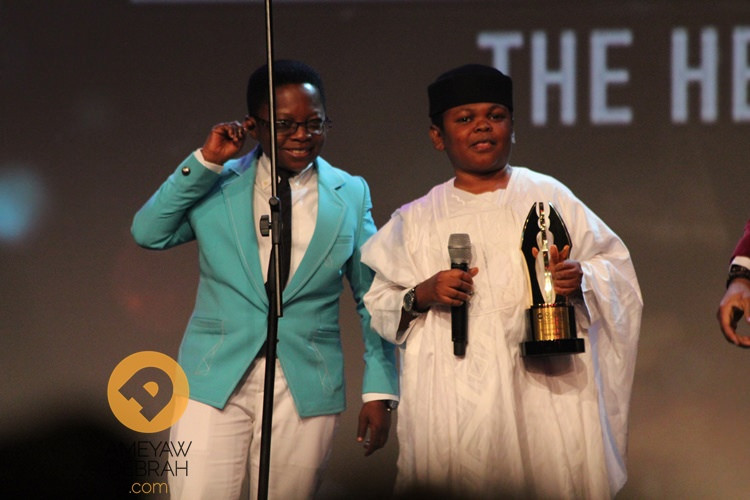
Aki e Paw Paw